# John Logie Baird

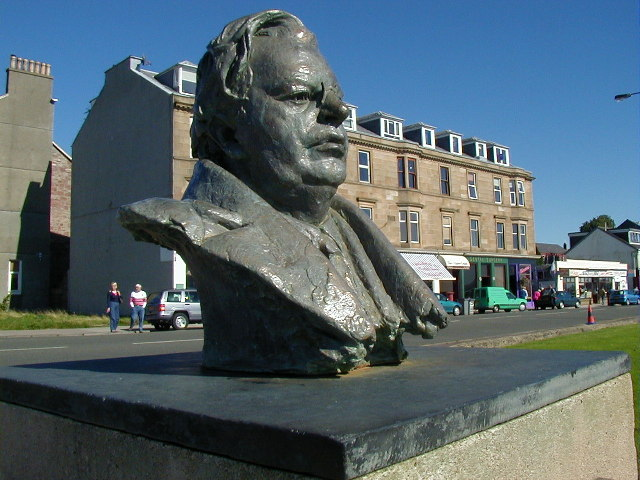
Buste van John Logie Baird

John Logie Baird (Helensburgh, 13 augustus 1888 – Bexhill-on-Sea, 14 juni 1946) was een Schots ingenieur. Zijn belangrijkste uitvinding was een van de eerste werkende televisies.

## Biografie
Baird werd geboren in het Schotse plaatsje Helensburgh, Dunbarton, als zoon van een predikant. Van kinds af aan had hij last van een zwakke gezondheid. Hij kreeg zijn opleiding aan de Larchfield Academie in Helensburgh en de Technische Hogeschool in Glasgow. Wegens de Eerste Wereldoorlog moest hij zijn studie aan de universiteit onderbreken, welke hij nadien nooit heeft afgerond. Een echte geleerde was en werd hij niet; zijn kwaliteit lag vooral in het doen van proeven. Met enorme vindingrijkheid kwam hij zelfs met de eenvoudigste hulpmiddelen tot de grootste resultaten.
Vanwege zijn gezondheid verhuisde hij korte tijd naar het Caraïbisch gebied in de hoop dat het warme klimaat beter zou zijn voor zijn gestel. In 1922 keerde hij terug naar Groot-Brittannië en vestigde zich in Hastings, waar hij aan de ontwikkeling begon om beelden te verzenden.

### Ontdekkingen
Tegen het einde van de negentiende eeuw had hij aangetoond dat geluid kan worden overgebracht met behulp van radiogolven. De volgende stap was voor hem het overbrengen van beelden. Hij hoopte dat te kunnen doen met de Nipkowschijf. In deze schijf waren op regelmatige hoek-afstanden gaatjes aangebracht, en draaide met grote snelheid rond.
John Bairds idee was om een lichtgevoelig element achter deze schijf te plaatsen. Dit element reageerde dan op de hoeveelheid licht die door de gaatjes kwam. In juli 1922 vroeg hij patent aan op zijn mechanische televisiezender en -ontvangersysteem, welke in 1924 werd toegekend. Het zou tot 1924 duren voordat hij een werkend systeem had en hij de omtrek van een Maltezer kruis door middel van radiogolven kon overbrengen, over een afstand van ruim 3 meter.
Zijn televisie, de "Televisor" genaamd, was gebouwd van eenvoudige huishoudelijke gebruiksvoorwerpen, zoals theekistjes, biscuitblikken en een stopnaald. Het belangrijkste onderdeel was een uit karton gemaakte Nipkowschijf. Op 2 oktober 1925 bracht hij een herkenbaar beeld over van een pop. In januari 1926 hield hij de eerste publieke demonstratie van zijn televisie voor de Royal Institution en in het warenhuis Selfridge's in Oxford Street, Londen.

### Waardering voor zijn werk
Na zijn demonstraties kreeg hij voor het eerst geldelijke steun voor zijn onderzoek, waarna hij de Baird Televisor Development Company (BTDC) opricht. In 1927 bracht hij een beeld over van Londen naar Glasgow, en in 1928 trans-Atlantisch van Londen naar New York.
Desondanks bleef een grote doorbraak uit, mede omdat hij vast bleef houden aan het elektromechanisch concept. Het beperkte aantal beeldlijnen en het flikkeren van het beeld – veroorzaakt door de Nipkowschijf – bleef een niet op te lossen probleem voor Baird. De echte doorbraak van televisie kwamen dan ook van andere pioniers, die een volledig elektronische 'beeld-aftaster' gebruikten.
Uiteindelijk stierf hij op 57-jarige leeftijd in Bexhill-on-Sea in Sussex. Tot kort voor zijn dood is hij experimenten blijven doen, onder andere naar de mogelijkheden van kleurentelevisie en stereo-televisie met driedimensionaal beeld.